# Schefflera sciodaphyllum
Schefflera sciodaphyllum är en araliaväxtart som först beskrevs av Olof Swartz, och fick sitt nu gällande namn av Hermann August Theodor Harms. Schefflera sciodaphyllum ingår i släktet Schefflera och familjen araliaväxter.
Artens utbredningsområde är Jamaica. Inga underarter finns listade.